# Камбарський вугільний район
Камба́рський вуглено́сний райо́н — вугленосний район, що розташований в південно-східній частині Удмуртії (Росія) на території Камбарського, Каракулінського та південної частини Сарапульського районів.
Річка Кама, що протікає через центральну частину вугленосного району, розділяє його на правобережну та лівобережну частини. Вугілля тут вперше було знайдене при проведенні нафтопошукових робіт на В'ятському, Єльниковському та Кирикмаському нафтових родовищах. В тектонічному відношенні вугленосний район відноситься до північної частини Бірської сідловини і знаходиться в межах південно-східного борту Камсько-Кінельської системи прогинів.
Геологічна будова району ускладнена локальними підйомами, до яких приурочені поклади нафти. Пласти вугілля відкриті на глибині 1230—1430 м, розташовані в середній або нижній частині візейських відкладів (бобриківський горизонт). Товщина вугільних пластів коливається від 0,5 до 39 м. Потужні вугільні пласти приурочені до теригенних відкладів збільшеної товщини, які накопичувались в ерозійно-карстових западинах. Щільність вугілля коливається від 1,4 до 1,9 г/м. Вміст вологи 2,6-8,6 %, сірки 1,76-8,24 %, зольність 9,7-40,7 %. В елементарному складі обмежені маси вмісту вуглецю 75,6-79 %, водню 5,03-6,24 %. За властивостями вугілля аналогічне вугіллю Козаковського вугленосного району. Загальна площа поширення вугільних пластів становить 950 км². Прогнозовані ресурси категорії Р2+Р3 — 2126 млн тон.